# Bremsneeuwmot
De bremsneeuwmot (Leucoptera spartifoliella) is een vlinder uit de familie sneeuwmotten (Lyonetiidae). De wetenschappelijke naam is voor het eerst geldig gepubliceerd in 1813 door Hübner.

## Kenmerken
De kleine zijdekleurige witte motten zijn 3-4 mm lang en hebben een spanwijdte van 7-9 mm. Aan de buitenzijde van de voorvleugels bevinden zich meerdere karakteristieke bruingele vlekken, zodat in rust twee kenmerkende donkere vlekken op de rug van de mot te zien zijn. De motten hebben relatief lange voelsprieten

## Voorkomen
De soort komt voor in Europa.
De soort werd in 1960 geïntroduceerd in Californië voor gewasbeschermingsdoeleinden. Ook in Australië is hij geïntroduceerd voor gewasbeschermingsdoeleinden.

## Levenswijze
De rupsen mineren in de takken van de brem (Cytisus scoparius) en verfbrem (Genista tinctoria), bij voorkeur van jonge planten. In het late voorjaar verpoppen de rupsen in witte cocons op de takken van hun waardplanten. De rupsen zijn zeer gastheerspecifiek. Behalve brem is alleen Cytisus purgans bekend als waardplant. Leucoptera spartifoliella kan de groei van hun waardplanten ernstig belemmeren en tot hun dood leiden. De volwassen motten verschijnen in juni en juli.